# 非洲金融共同體法郎

標示為紅色的國家属于中部非洲经济与货币共同体，使用中非法郎；標示為綠色的國家属于西非经济货币联盟，使用西非法郎

非洲法郎（法語： [fʁɑ̃ seɛfɑ]）是一種主要在前法國殖民地的非洲國家流通的貨幣，分為兩類：西非法郎及中非法郎。兩者匯率相等，但流通其中一類非洲法郎的國家並不接受另一類非洲法郎。

## 简介
非洲法郎于1945年12月26日诞生，是法国为其前殖民地国家设计的货币。非洲法郎的法语缩写为“FCFA”，起初的含义是“非洲法属殖民地法郎（Franc des Colonies Françaises d'Afrique）”。后来在西非经济货币联盟（成员国包括贝宁、布基纳法索、象牙海岸、几内亚比索、马利、尼日、塞内加尔、多哥等8个国家）称“非洲金融共同体法郎（Franc de la Communauté Financière Africaine）”，俗称西非法郎；在中部非洲经济与货币共同体（成员国包括喀麦隆、中非、刚果（布）、加蓬、赤道几内亚、查德等6个国家）称为“非洲金融合作法郎（Franc de la Coopération Financière en Afrique）”，俗称中非法郎。虽含义多次演变，但缩写始终是“FCFA”。非洲法郎是上述14国的共同货币，分别由西非经济货币联盟的西非国家中央银行和中部非洲经济与货币共同体的中非国家银行发行。
事实上，非洲法郎广义上还包括第15个国家科摩罗，其货币称科摩罗法郎。2016年，汇率为1欧元=495科摩罗法郎，科摩罗法郎约相当于非洲法郎币值的75%。
非洲法郎投入使用的初期，使用非洲法郎的西非和中非各法属殖民地尚未独立。非洲国家独立后，法国与这些国家签署了货币合作协议，将法国法郎与非洲法郎挂钩，以确保非洲法郎的可兑换性，同时由法国国库担保。法国改用欧元后，由欧元取代了法国法郎的地位，其他机制均无变化。1994年1月11日，在塞内加尔宣布非洲法郎贬值50%。这次贬值对使用非洲法郎的非洲各国普通民众造成了很大影响。
非洲法郎依靠以下四根支柱运行：（一）同欧元挂钩（欧元诞生前是同法国法郎挂钩），保持固定汇率（2016年为1欧元=656非洲法郎）；（二）可和欧元无限制兑换；（三）外汇储备集中使用，非洲法郎流通国50%的外汇储备必须上缴法国国库支配；（四）法郎区内资本自由流通。
支持非洲法郎的经济学家认为，非洲法郎的优点有：币值稳定，同一经济货币共同体内可以自由流通，同欧元挂钩带来国际信誉。这些优点可吸引外国银行、外来投资者。但也有经济学家认为，当非洲经济形势趋好时，法郎区国家经济增长比平均水平低，反之则略高，非洲法郎没办法使法郎区国家经济快速增长，所以非洲法郎只是一种可“避免最糟情况”的货币。
批评非洲法郎的经济学家认为，非洲法郎的缺点在于对法国的货币依赖，即法国对非洲法郎的“货币奴役”。非洲法郎是使用其的非洲国家经济不独立的典型表现，因为货币和汇率政策均由法国决定。事实上，西非国家中央银行、中非国家银行的行长都无权调整非洲法郎的币值，而是由法国派驻这两家银行的代表决定。另外，这两家银行发行的非洲法郎虽币值相同，但仅限各自区域内流通，不得跨区使用。
部分经济学家认为，非洲法郎有利于欧元持有者来法郎区投资；另有一部分经济学家认为，非洲法郎造成法郎区国家大量资金外流。统计显示，截至2016年，过去34年里流出法郎区的资金约2120亿美元。但也有部分经济学家认为，经济发展不完全依靠货币，也需要好的机制以及人力资源，但是他们也承认，法郎区国家无法自由支配其外汇确实制约了这些国家的经济发展。中非国家银行行长则说，问题不在于非洲法郎本身，非洲法郎有很强的抵御外部冲击的能力。
经济学家们普遍认为，非洲法郎最终会被法郎区成员国废弃，至少其运行机制将大幅度改变。经济学家们为非洲法郎设计过四种替代选择：（一）与欧盟谈判货币合作，使非洲法郎与欧洲央行而非法国国库关联；（二）西非经济货币联盟和中部非洲经济与货币共同体创建共同货币，汇率同一篮子外币（如美元、欧元、人民币）挂钩；（三）西非经济货币联盟和西非国家经济共同体其他成员国创建共同货币区；（四）逐渐建立非洲统一货币区。总之，最好参照贸易水平，使非洲法郎同一篮子货币建立汇兑关系。
非洲法郎不是单纯的经济问题，更是政治问题。非洲法郎是所谓“法-非特殊关系”的体现，是法国殖民的残留物。1960年法属殖民地象牙海岸独立后，释放出“法非友好”的意思，这迅速成为法国许多幕后操作的口号。自戴高乐起，每位法国总统都在非洲维系着人脉，深度影响着形式上已获独立的非洲前法属殖民地国家。1990年代，法国学者以“法-非特殊关系”这一新词概括了这种关系。自此，贬义词“法-非特殊关系”成为法国媒体和政界的术语。法国总统萨科齐、奥朗德都曾明确表示要结束“法-非特殊关系”。因涉及主权问题，非洲国家更愿独立管理货币。非洲知识分子纷纷呼吁金融主权独立，取消非洲法郎，在经济领域重新以国家为单位，终止法国通过“法非一体化”不断从法郎区国家抽血。
2023年4月25日，中非經濟貨幣共同體（Cemac）與法國舉行部長級會議。 特別討論了非洲金融共同體法郎的問題。 在法國方面，向非洲金融共同體法郎提供的擔保及其可兌換性保證被視為該地區經濟穩定的載體。 法國仍然“開放”並“願意”推進中非的貨幣合作改革，例如它已經能夠在西非進行。 法國表示已準備好接受 CEMAC 的提議。 （页面存档备份，存于）.

## 使用国
| - 布吉納法索 - 尼日尔 - 塞内加尔 - 多哥 | - 喀麦隆 - 中非 - 刚果共和国 - 赤道几内亚 - 加彭 |

## 图集

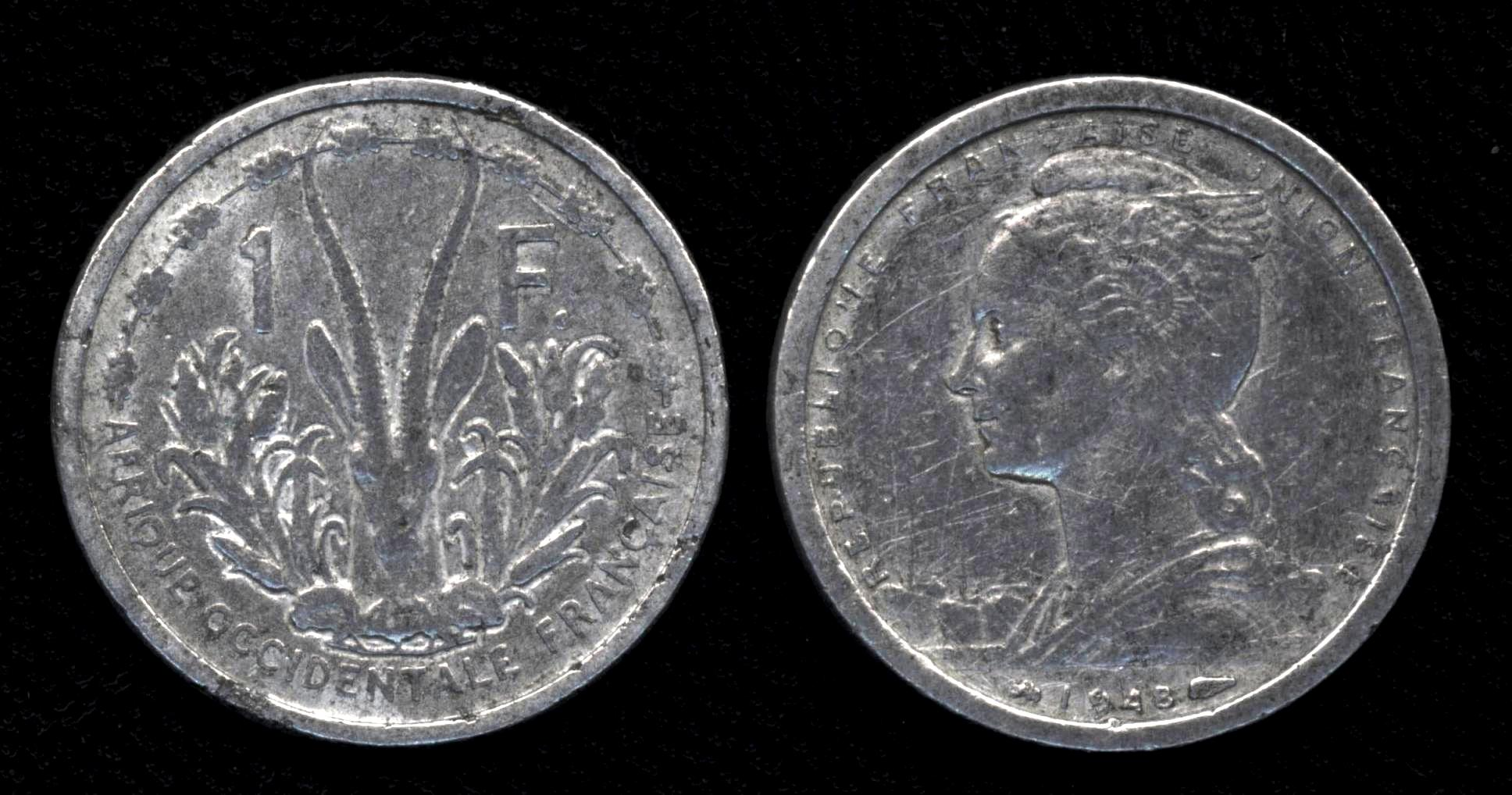
1非洲法郎硬币
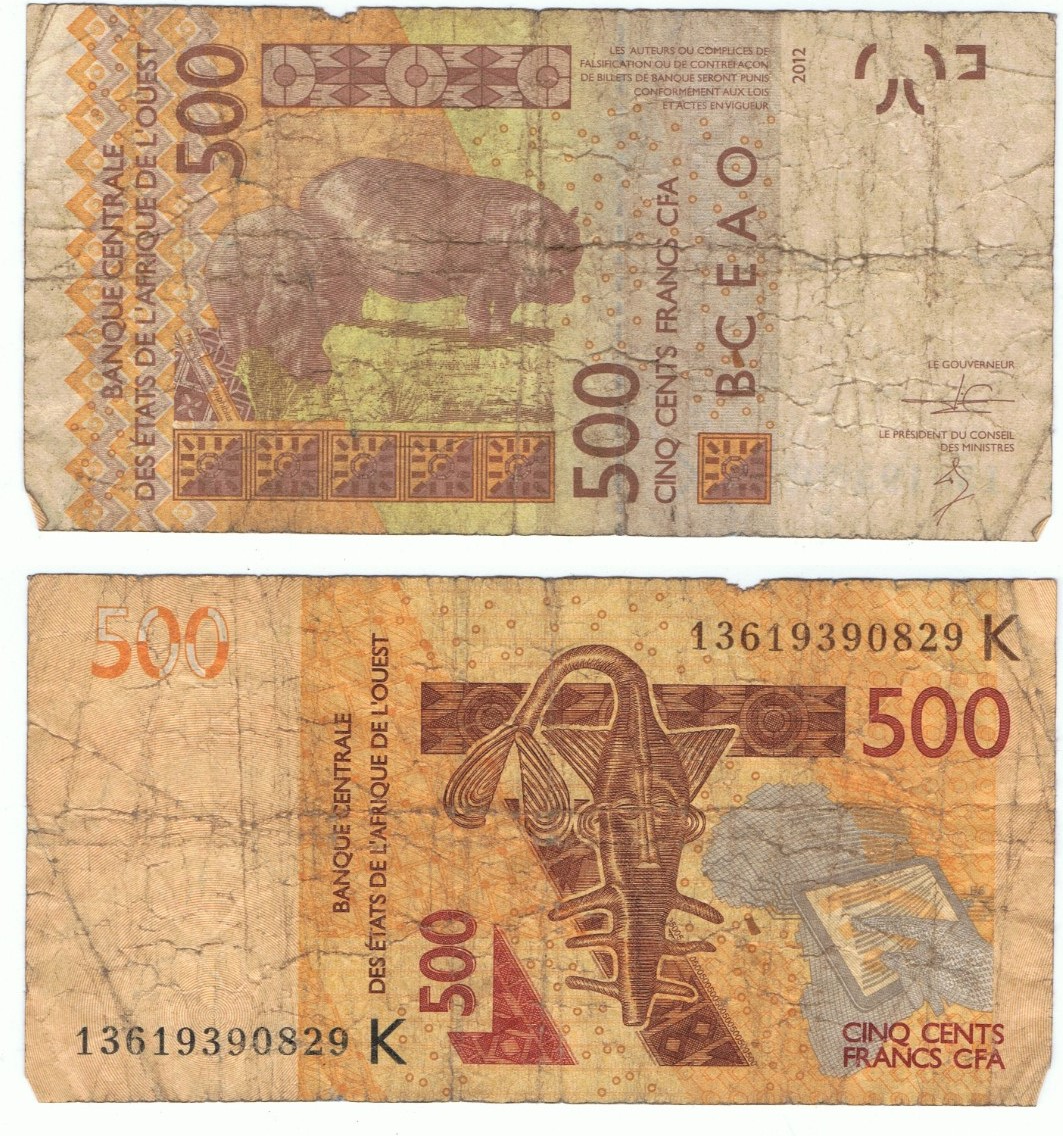
500西非法郎纸币
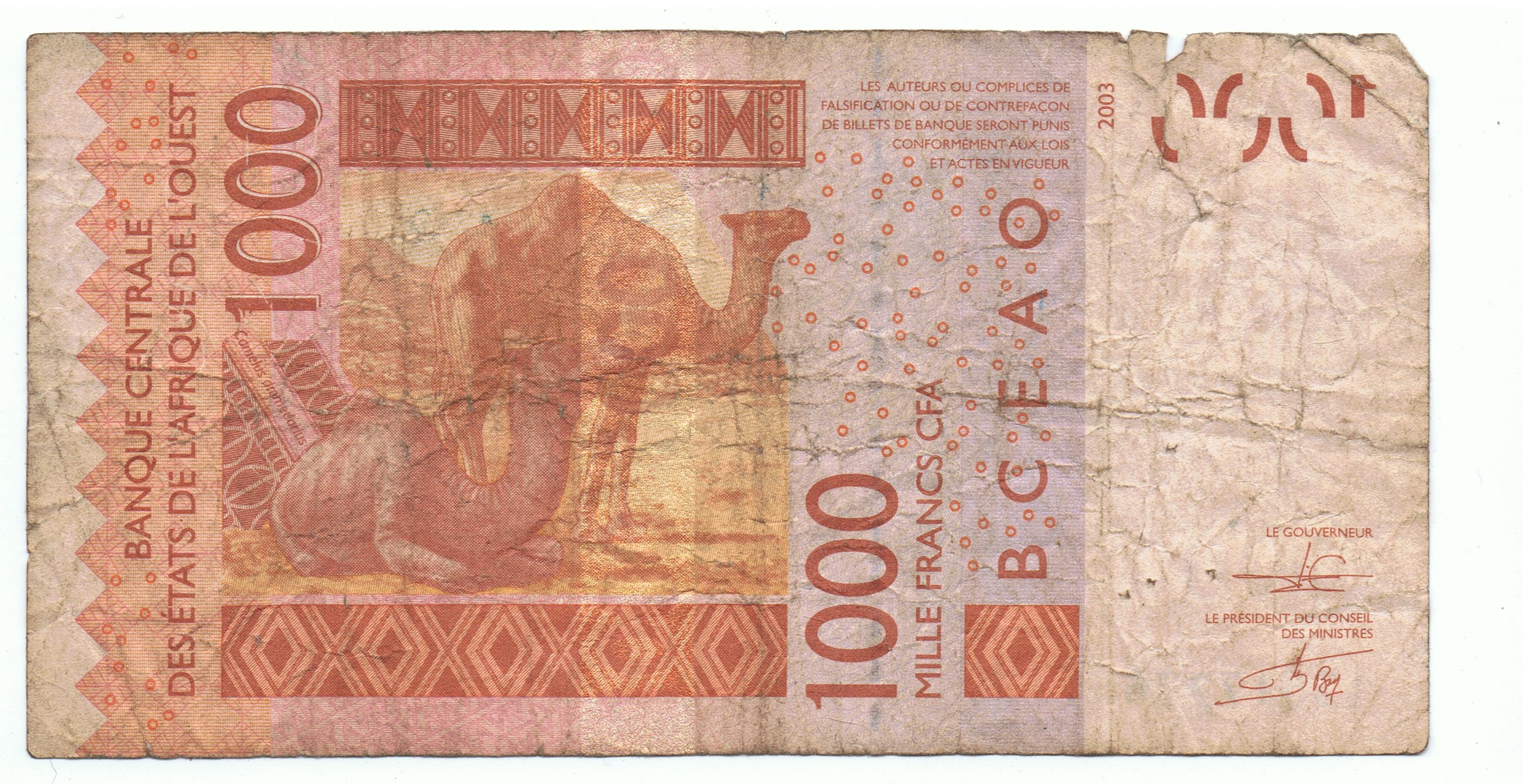
1000西非法郎纸币
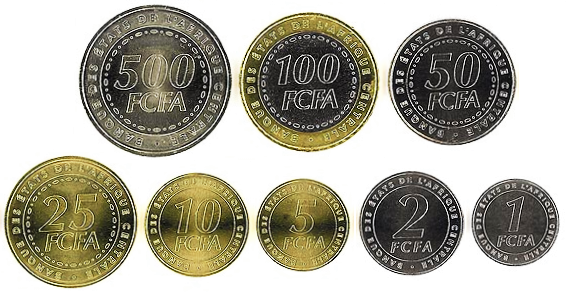
各种中非法郎的硬币
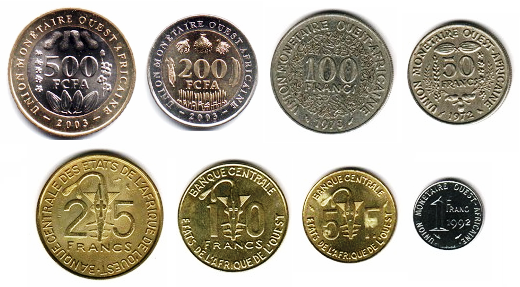
各种西非法郎的硬币